# مهدی علی
مهدی علی (۲۰ آوریل ۱۹۶۵) بازیکن بازنشسته و مربی فوتبال در امارات متحده عربی است. وی سابقه بازی در تیم ملی فوتبال امارات متحده عربی را دارد.سرمربی تیم ملی امارات اصالتاً ایرانی و اهل استان فارس و شهرستان لار میباشد.

## زندگي شخصی
مهدی علی زاده ۲۰ آوریل ۱۹۶۵ در امارات میباشد، اما وی اصالتا ایرانی می باشد. 